# Bernard Richters

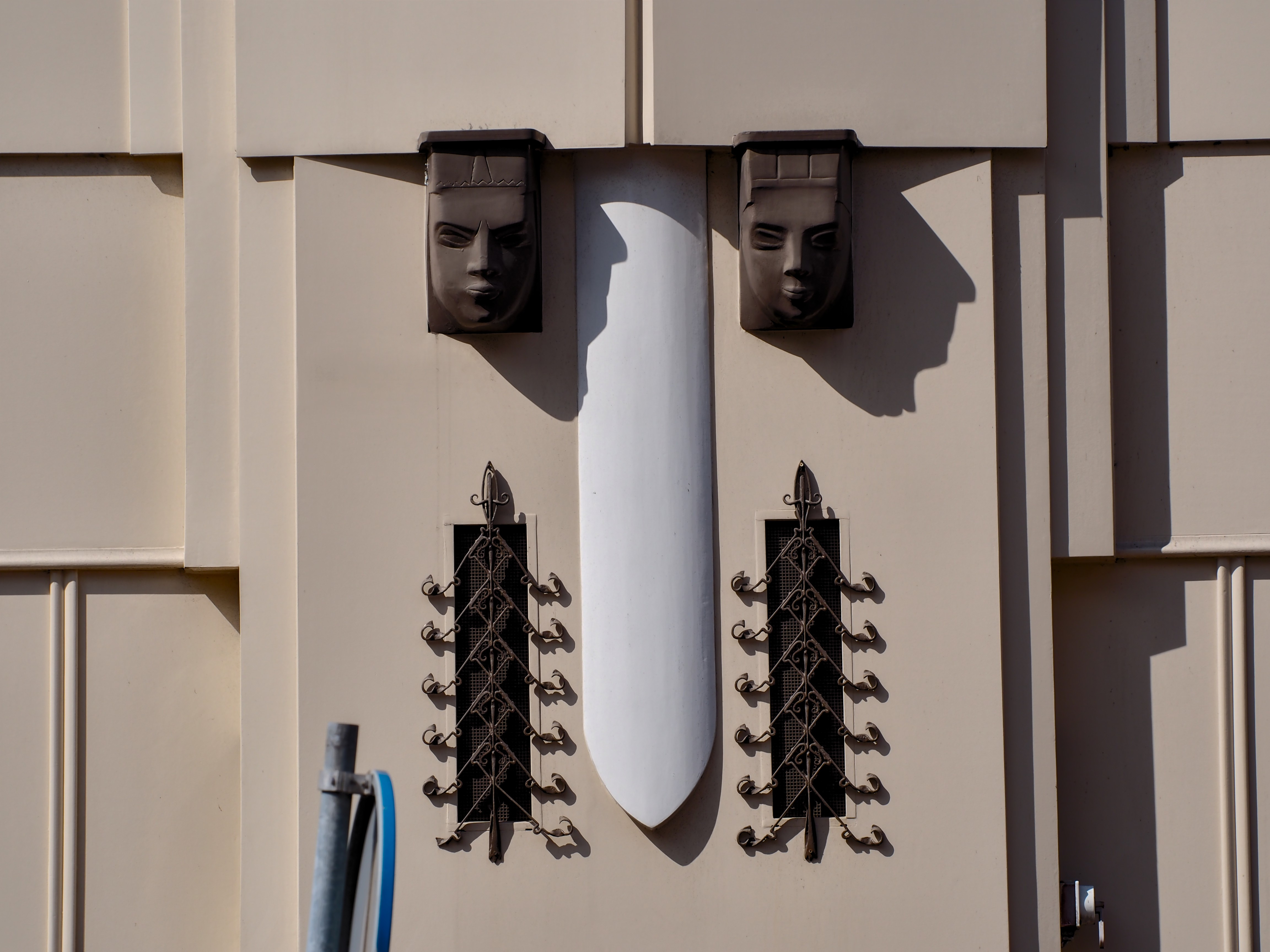
Maskerkoppen op het pand Weteringschans 79, Amsterdam

Bernardus Johannes (Bernard) Richters (Rotterdam, 27 maart 1888 - Laren, 11 december 1966) was een Nederlands beeldhouwer, graficus en tekenaar.

## Leven en werk
Richters kreeg zijn opleiding aan de Academie van Beeldende Kunsten en Technische Wetenschappen in zijn geboorteplaats. Hij had les van Edema van der Tuuk, Alexander van Maasdijk en Rein Miedema. Hij was een jongere broer van de (glas)schilder Marius Richters (1878-1955). Tot de Eerste Wereldoorlog woonde hij onder meer in München, Wenen en Parijs.
Hij werkte aanvankelijk expressionistisch, later werden zijn beeldhouwwerken en grafieken meer symbolistisch. Hij werd in zijn werk beïnvloed door Mendes da Costa en Otto Freundlich. Richters maakte diverse ontwerpen, veelal dierfiguren, voor keramieken beeldjes, die werden uitgevoerd door de plateelbakkerijen Zuid-Holland en Duinvoet.

## Werken in de openbare ruimte (selectie)
Amsterdam
- fontein in de vorm van een vos (1923) voor het Vossius Gymnasium[2].
- geveldecoratie arenden (1928) aan de Floraweg[3]

Rotterdam
- gevelreliëf voor het Elevatorhuis (1909) in Rotterdam[4]